# Bombylius postversicolor
Bombylius postversicolor är en tvåvingeart som beskrevs av Neal L. Evenhuis och Greathead 1999. Bombylius postversicolor ingår i släktet Bombylius och familjen svävflugor.
Artens utbredningsområde är Marocko. Inga underarter finns listade i Catalogue of Life.